# 戴爾 (印第安納州)
戴爾（英語：Dale）是一個位於美國印地安納州斯潘塞縣的城鎮。

## 人口
根據2010年美國人口普查的數據，戴爾的面積為6.29平方千米，當中陸地面積為6.26平方千米，而水域面積為0.03平方千米。當地共有人口1593人，而人口密度為每平方千米253人。